# أخيضر مغرد
أخيضر مغرد (الاسم العلمي:Vireo gilvus) (بالإنجليزية: Warbling Vireo)‏ هو نوع من الطيور يتبع جنس الأخيضر من الفصيلة الأخيضرية.